# Estada (Huesca)
Estada ist eine spanische Gemeinde in der Provinz Huesca der Autonomen Gemeinschaft Aragonien. Sie liegt in der Comarca Somontano de Barbastro, etwa 61 Kilometer östlich von Huesca am Zusammenfluss des Ésera mit dem Vero. Estada ist über die Straße N 123 zu erreichen.

## Geschichte
In Estada wurde eine römische Villa ausgegraben, deren Mosaike sich heute im Museo de Zaragoza befinden.

## Bevölkerungsentwicklung seit 1900
| 1900 | 1910 | 1930 | 1940 | 1950 | 1960 | 1970 | 1981 | 1992 | 1999 | 2004 |
| ---- | ---- | ---- | ---- | ---- | ---- | ---- | ---- | ---- | ---- | ---- |
| 621  | 491  | 438  | 374  | 422  | 456  | 310  | 235  | 236  | 193  | 192  |

## Sehenswürdigkeiten
- Pfarrkirche San Pedro, erbaut im 18. Jahrhundert
- Ermita de San Valero, innerhalb der Burgreste